# Punk You Brands
Punk You Brands — российское брендинговое агентство, которое занимается созданием и продвижением брендов, разработкой коммуникационных стратегий и креативных концепций. Основано в 2009 году, имеет офисы в Москве и Барнауле. Является организатором международного фестиваля рекламных и дизайн-концепций Fakestival и членом Европейской ассоциации дизайна упаковки (EPDA). В 2013 году агентство вошло в пятёрку крупнейших веб-студий и интернет-агентств Сибири по версии аналитического агентства «Тэглайн». В 2019 году Punk You Brands разделилось на 2 агентства: «Два слова» и Red Black Design.

## История
Агентство Punk You Brands основано в 2009 году барнаульскими дизайнерами Ильдаром Шале и Данилом Снитко, до этого работавших в «Студии дизайна Шале» и Digital Smile. В новой компании Шале стал креативным директором, а Снитко — арт-директором.
Из-за узости барнаульского рынка в 2010 году агентство открыло своё представительство в Москве.
В 2011 году Punk You Brands решает проводить международный фестиваль рекламных фейков Fakestival. Первый «Фейкстиваль» был полностью виртуальным событием, награды победителям высылали по почте, а в самом конкурсе приняло участие 227 работ. В 2012 году фестиваль уже прошёл в Республике Алтай, а в 2013 году — в Риге.
В 2013 году аналитическое агентство «Тэглайн» включило Punk You Brands в пятёрку крупнейших веб-студий и интернет-агентств Сибири.

## Работы

### Брендинг
Создание бренда для постельного белья «De Nastia» позволило Punk You Brands выиграть в 2013 году «бронзу» в международном конкурсе дизайна упаковки Pentawards. Через прозрачное окно в упаковке было видно то, что покупает потребитель. Персонажи на упаковках в прямом смысле были укрыты именно тем бельём, которое находилось в пачке. Специалисты отрасли также оценили создание бренда «Путёвые» для семечек компании «Велкан», где на упаковке создатели изобразили гранёный стакан с семечками, а в рекламе использовали образ доброй бабушки на завалинке.
Несколько наград агентство выиграло после создания бренда для службы доставки Nadomura. Эта работа была удостоена бронзового кубка Международного фестиваля рекламы и маркетинга «Белый квадрат», шорт-листа Киевского международного фестиваля рекламы, шорт-листа Национального фестиваля рекламы «Идея!» и шорт-листа Московского международного фестиваля рекламы и маркетинга Red Apple.
Также агентство занималось созданием бренда барнаульской сети мини-кофеен Kennedy`s Coffee, фирменным стилем проектов Avaisales.ru, ребрендингом компании i`way, брендингом магазина «Книжный мир».

### Реклама
Среди рекламных работы, выполненных агентством, наибольшего внимания специалистов и прессы удостоилась работа для Барнаульского пивоваренного завода (квас «Ржаная корочка»), где был сделан акцент на легенду создания продукта и визуальную составляющую (в рекламе квас выжимался из булки ржаного хлеба), а также корпоративный календарь для Алтайского шинного комбината, где в качестве моделей были использованы обнажённые стриптизёрши, позирующие с автомобильными шинами. Punk You Brands занималось ребрендингом семечек «Зум-Зум», создавала иллюстрации для задачника поисковой службы Mail.ru и провайдера «Сибирьтелеком».
Несколько раз агентство сотрудничало с различными государственными органами. В 2012 году по заказу губернатора Александра Карлина и Управления ФСБ России по Алтайскому краю Punk You Brands разработало серию рекламных материалов, направленных на продвижение единого номера вызова экстренных оперативных служб 112 и информирование об угрозе терроризма. Например, на одном из плакатов была изображена матрёшка с гранатой внутри и подписью «Террористы внешне похожи на обычных людей». Рекламная кампания получила большой отклик и была одобрена Национальным Антитеррористическим Комитетом, при этом Алтайский край стал пилотным регионом России, в котором таким комплексным образом продвигается служба «112».
В 2013 году агентство выполняло работу по заказу Управления экономики и инвестиций Алтайского края, в рамках которой Punk You Brands сняло презентационный фильм про экономику региона; а также заказ ГИБДД по Алтайскому краю на разработку социальной рекламы для пропаганды безопасности дорожного движения. Среди прочего, наибольший отклик вызвал макет с использованием образа девочки-призрака.

## Награды
На Международном конкурсе дизайна упаковки Pentawards в 2013 году агентство завоевало «бронзу» в номинации «Other Markets». Среди наград Московского международного фестиваля рекламы и маркетинга Red Apple представители Punk You Brands попадали в шорт-лист номинации «Наружная и печатная реклама» (2010), а также получали «золото» в номинации «Коммуникационный дизайн» (2011) и «бронзу» в номинации «Упаковка» (2012).
На Киевском международном фестивале рекламы Punk You Brands дважды попадало в шорт-листы: в 2012 году в номинации «Фирменный стиль», а в 2013 году в номинации «Упаковка».
Международный фестиваль маркетинга и рекламы «Белый квадрат», который проходит в Минске, принёс агентству «серебро» (2011) и «бронзу» в номинации «Фирменный стиль», а также попадание в шорт-лист номинации «Медиа-проекты» (2013).
Три «бронзы» агентство получило на Национальном фестивале рекламы «Идея!» в Новосибирске: в номинации «Упаковка» (2013), в номинации «Малобюджетный рекламный фильм» (2012) и в номинации «Товарный знак и фирменный стиль» (2011). Кроме того, на этом же фестивале Punk You Brands выиграло «серебро» в номинации «Печатная реклама» (2011) и попадало в шорт-лист в номинации «Товарный знак и фирменный стиль» (2012).